# Jaak Allik

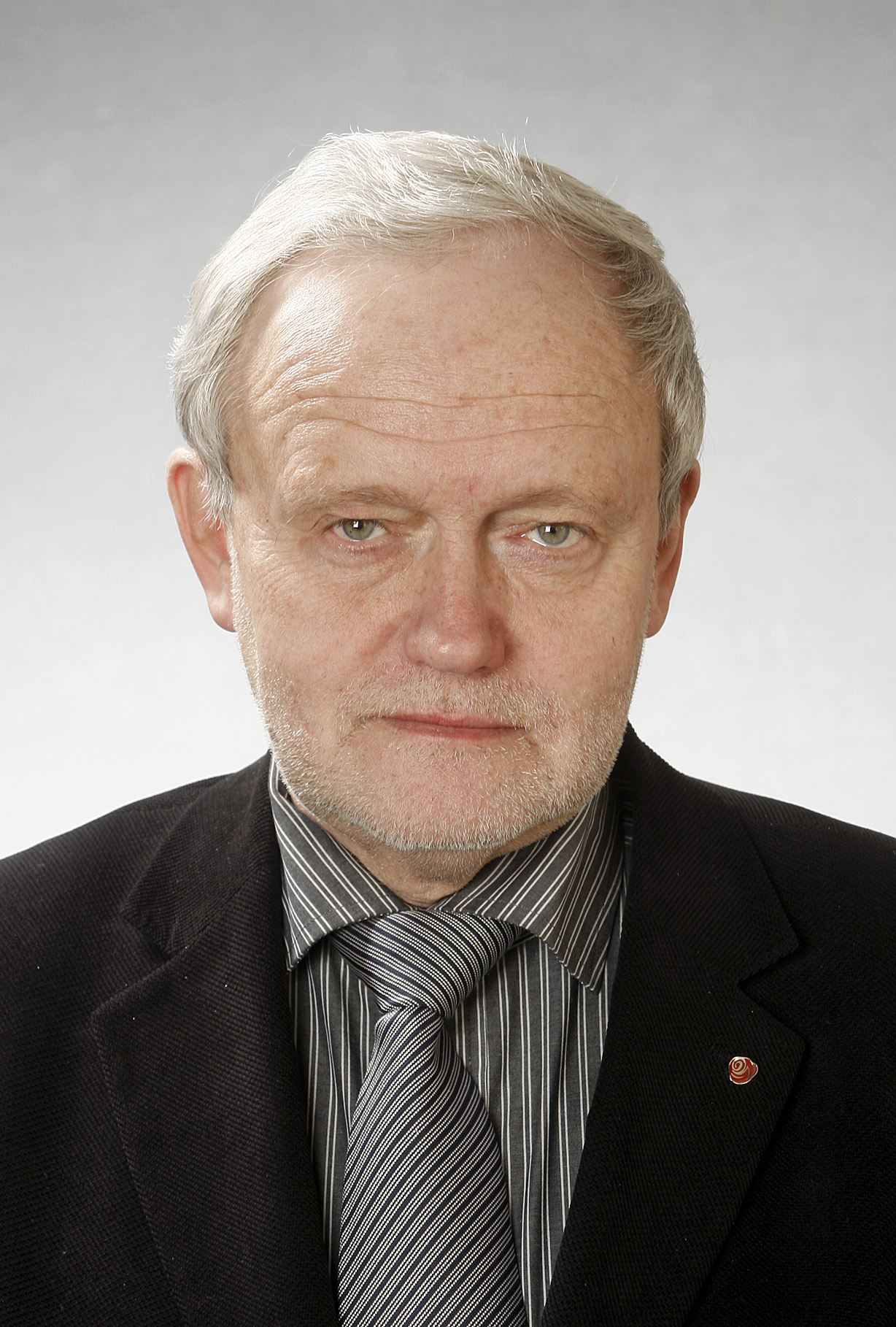
Jaak Allik (2011)

Jaak Allik (* 8. Oktober 1946 in Tallinn) ist ein estnischer Politiker, Publizist und Theaterregisseur.

## Leben, Theater, Politik
Jaak Allik wurde als Sohn der kommunistischen estnischen Politiker Hendrik Allik (1901–1989) und Olga Lauristin  (1903–2005) geboren. Er legte 1963 sein Abitur in Tallinn ab. Allik schloss 1972 sein Studium an der Geschichtswissenschaftlichen Fakultät der Staatlichen Universität Tartu (Tartu Riiklik Ülikool) ab. Von 1973 bis 1977 war er dort als Dozent für Geschichte angestellt.
Von 1977 bis 1981 war Jaak Allik Referatsleiter für Theater im Kulturministerium der Estnischen SSR. Anschließend war er von 1981 bis 1983 Chefredakteur der Zeitschrift Teater. Muusika. Kino. Von 1983 bis 1988 war Allik künstlerischer Leiter des Theaters Ugala in Viljandi und von 1991 bis 1995 dessen Direktor. 1987 wurde Allik die Auszeichnung „Verdienter Künstler der Estnischen SSR“ verliehen.
Jaak Allik machte vor der Wende innerhalb der Kommunistischen Partei Estlands (EKP) Karriere. 1988 war er Erster Stellvertreter des Vorsitzenden des Kulturkomitees der Estnischen SSR, von 1988 bis 1990 Erster Sekretär der EKP im Rajon Viljandi. 1991 trat Allik nach zwanzigjähriger Mitgliedschaft aus der EKP aus und schloss sich der Estnischen Koalitionspartei (Eesti Koonderakond) an, der er bis 2002 angehörte.
Von 1990 bis 1992 war Allik Parlamentsabgeordneter des Obersten Rats der Republik Estland und von 1992 bis 1995 Abgeordneter des estnischen Parlaments (Riigikogu). Von April 1999 bis November 1999 war Jaak Allik Minister ohne Geschäftsbereich im Kabinett von Ministerpräsident Tiit Vähi, anschließend von Januar 1996 bis März 1997 Kulturminister der Republik Estland im Kabinett Vähi II. Dasselbe Amt hatte er von März 1997 bis März 1999 im Kabinett von Ministerpräsident Mart Siimann inne.
Nach seinem Ausscheiden aus der Regierung war Allik 1999/2000 stellvertretender Bürgermeister der Stadt Viljandi und wurde im Jahr 2000 zum Vorsitzenden des Estnischen Theaterverbands (Eesti Teatriliit) gewählt. 2003 wurde er auf der Liste der Estnischen Volksunion (Eestimaa Rahvaliit) als Abgeordneter in das estnische Parlament gewählt. Er hatte sein Mandat bis 2007 inne.

## Privatleben
Jaak Allik ist verheiratet. Er hat einen Sohn und zwei Töchter.